# 来原村
来原村（くるはらむら）は、広島県高田郡にあった村。現在の安芸高田市の一部にあたる。

## 地理
- 河川：宮迫川[1]、本村川[2]、茂谷川[3]

## 歴史
- 1889年（明治22年）4月1日、町村制の施行により、高田郡原田村、来女木村が合併して村制施行し、来原村が発足[1][4]。
- 1956年（昭和31年）9月30日、高田郡川根村、船佐村と合併し、町制施行し高宮町を新設して廃止された[1][4]。

## 産業
- 農業

## 出身者
- 児玉希望 - 画家